# فيليب بوجالسكي
فيليب بوجالسكي (بالفرنسية: Philippe Bugalski)‏ مواليد 12 يونيو 1963 - الوفاة 10 أغسطس 2012، كان سائق راليات فرنسي بدأ مسيرته في سنة 1984. كان أول رالي له هو رالي مونت كارلو 1984. تنافس في بطولة العالم للراليات. فاز بـ سباقي رالي. صعد على المنصة 4 مرات خلال مسيرته.

## سجل الفوز
| الرقم | الحدث         | الموسم                          |
| ----- | ------------- | ------------------------------- |
| 1     | رالي كتالونيا | بطولة العالم للراليات موسم 1999 |
| 2     | رالي فرنسا    | بطولة العالم للراليات موسم 1999 |

## فرق مثلها
- سيتروين
- مجموعة رينو

## روابط خارجية
- فيليب بوجالسكي على موقع Rallye-info.com (الإنجليزية)
- فيليب بوجالسكي على موقع eWRC-results.com (الإنجليزية)